# Кукушкіне (Червенський район)
Кукушкіне (біл. вёска Кукушкіна) — село в складі Червенського району Мінської області, Білорусь. Село підпорядковане Колодезькій сільській раді, розташоване в центральній частині області.